# روبرت ألدا
روبرت ألدا (بالإنجليزية: Robert Alda)‏ مواليد 26 فبراير 1914 في نيويورك، نيويورك، الولايات المتحدة - الوفاة 3 مايو 1986 في لوس أنجلوس، هو ممثل أمريكي بدأ مسيرته الفنية سنة 1935. امتدت مسيرته الفنية لأكثر من 48 عاما.

## الأعمال
- ابنة كليوباترا
- نايت فلايت فروم موسكو

## روابط خارجية
- روبرت ألدا على موقع IMDb (الإنجليزية)
- روبرت ألدا على موقع روتن توميتوز (الإنجليزية)
- روبرت ألدا على موقع ألو سيني (الفرنسية)
- روبرت ألدا على موقع ميوزك برينز (الإنجليزية)
- روبرت ألدا على موقع أول موفي (الإنجليزية)
- روبرت ألدا على موقع قاعدة بيانات برودواي على الإنترنت (الإنجليزية)
- روبرت ألدا على موقع قاعدة بيانات برودواي على الإنترنت (الإنجليزية)
- روبرت ألدا على موقع قاعدة بيانات الأفلام السويدية (السويدية)
- روبرت ألدا على موقع إن إن دي بي (الإنجليزية)
- روبرت ألدا على موقع ديسكوغز (الإنجليزية)